# Station MetroCentre
MetroCentre is een spoorwegstation van National Rail in Gateshead in Engeland. Het station is eigendom van Network Rail en wordt beheerd door Northern Rail. 